# Geneeskunde voor het Volk
Geneeskunde voor het Volk (GvhV) – Medizin für das Volk – ist eine belgische Vereinigung von Ärzten, die kostenlose Gesundheitsversorgung anbietet.
Der Verein mit Sitz in Hoboken (Antwerpen) wurde am 4. Januar 1971 von den Ärzten Kris Merckx und Michel Leyers gegründet und war eine Initiative der 1971 gegründeten AMADA, der Vorläuferorganisation der Belgischen Arbeiterpartei (PVDA). Sie ist eine der erfolgreichsten Vorfeldorganisationen dieser Partei und steht jedem offen. Die Organisation besteht aus elf über ganz Belgien verteilten Polikliniken mit 53 Ärzten, 50 Mitarbeitern und 72 ehrenamtlichen Helfern. Die Ärzte dieser Organisation bezeichnen sich auch als rode artsen („rote Ärzte“). Derzeit (2013) sind nach eigenen Angaben mehr als 35.000 Patienten bei den Praxen registriert. Um die Gesundheitszentren von GVHV bildeten sich die ersten auch bei Wahlen erfolgreich arbeitenden Nachbarschaftsgruppen der PVDA.

## Geschichte

### Entstehen
Am 4. Januar 1971 eröffneten die beiden Aktivisten der 1971 gegründeten AMADA (Vorläuferorganisation der Belgischen Arbeiterpartei), Kris Merckx und Michel Layers, ihr Ambulatorium (Poliklinik) im damaligen Antwerpener Vorort Hoboken und legten damit den ersten Grundstein für die spätere Organisation Geneeskunde voor het Volk. Merckx genoss zu diesem Zeitpunkt bereits landesweite Bekanntheit als hochrangige Person von AMADA.
Landesweit bekannt wurden die beiden Ärzte durch eine Bleivergiftung, die sie bei Kindern im Wohnviertel des Metallverarbeitenden Betriebs Union Minière konstatierten. Merckx und Leyers stellten den Betrieb als Verursacher der Bleiverunreinigung fest, dies wurde auch behördlicherseits bestätigt und Union Minière zu einer kurzfristigen Schadensersatzleistung von 1,5 Millionen Franken (rund 37 Millionen Euro) verurteilt. Dieser erste Erfolg der AMADA-Ärzte führte zu einer langfristigen Etablierung von AMADA und späteren Arbeiterpartei in Hoboken.
1972 wurde Kris Merckx aus der Ärztekammer (der ärztlichen Standesvereinigung) wegen unfairer Konkurrenz ausgeschlossen. AMADA rief zur Solidarität auf: Sympathisanten, AMADA-Mitglieder, eine Delegation von Werftarbeitern und einige in Bussen angereiste Studenten verhinderten einen Ausschluss. Auch eine Gerichtsverhandlung überstand Merckx unbeschadet. In dieser Zeit erhielt die Organisation den Namen Geneeskunde voor het Volk.
Das Logo wurde 1973 von dem Künstler und Bildhauer Marc Jambers entworfen. Es zeigt eine Faust, die ein Kreuz mit Äskulapstab fest umklammert.

### Nachfolger
In den nächsten Jahren wurden planmäßig in Arbeitervierteln neue Polikliniken eröffnet, wo die PVDA heute überdurchschnittlich abschneidet:
| Eröffnungsdatum | Ort         |
| --------------- | ----------- |
| 4. Januar 1971  | Hoboken     |
| 1974            | Genk        |
| 1976            | Lommel      |
| November 1977   | Zelzate     |
| 1980            | Deurne      |
|                 | Herstal     |
|                 | Seraing     |
|                 | Marcinelle  |
|                 | Schaarbeek  |
|                 | Molenbeek   |
|                 | La Louvière |

1974 eröffnete Harrie Dewitte eine zweite Poliklinik, doch zuerst ging er wie auch die anderen Ärzte unter Tage, um im Steinkohlenbergwerk von Winterslag als Bergarbeiter zu arbeiten. Die Poliklinik richtete sich vor allem an die Gesundheit der Arbeiter und ihrer Familien. In Zusammenarbeit mit Vertrauensleuten der Gewerkschaften gelang es, die Zahl der Arbeitsunfälle um die Hälfte zu reduzieren. Die Gruppenpraxis von Genk hatte auch einen großen Anteil in der Behandlung von Staublunge.
Zwei Jahre später, 1976, begann Staf Hendrickx in Lommel.
Frans Van Acoleyen eröffnete 1977 ein Zentrum in Zelzate. Er hat auch einen Sitz im örtlichen Gemeinderat. Die jedes Jahr stattfindende Radtour Toer de Frans ist auf seine Initiative hin entstanden und hat sich zu einem örtlichen Volksfest entwickelt.
1980 wurden zwei neue Polikliniken geöffnet. In Herstal begann Johan Vandepaer das erste Zentrum in Wallonien. Deurne erhielt auch ein GvhV-Zentrum, hier arbeitet u. a. Dirk van Duppen.
Zwischen 1982 und 2000 kamen noch fünf weitere Zentren hinzu: in Seraing, Marcinelle, Schaarbeek, Molenbeek und La Louvière.

## Arbeitsweise
Ziel der Organisation ist es, jedem qualitativ hochwertige, zugängliche und kostenlose medizinische Grundversorgung zuteilwerden zu lassen. Gesundheit ist ihrer Auffassung nach ein Grundrecht für jeden.
Die Patienten mussten in Belgien bis 2002 nach einem Arztbesuch für die Rechnung in Vorleistung treten und bekamen die Kosten nach Abzug eines Eigenanteils von den Kassen erstattet. Die Honorare der „Roten Ärzte“ liegen etwa in der Höhe der Arbeiterlöhne, rund 1100 bis 1200 Euro netto im Monat. Dies soll nach eigenen Aussagen den Graben zwischen ihnen und ihren Patienten verringern. Ärzte, die in Vollzeit arbeiten, verdienen ca. 1500 Euro netto im Monat, damit sind PKW-Fahrtkosten und Telefonkosten abgedeckt. Es gibt auch Ärzte, die dann freiwillig einen Teil ihrer Löhne an die Arbeiterpartei zahlen.
Seit April 2002 stellten die Polikliniken auf ein Pauschalsystem um. So müssen die Patienten auch den Eigenanteil nicht mehr bezahlen, ein Arztbesuch findet also völlig kostenfrei statt. Da pro Stunde nur drei Patienten behandelt werden, bleibt auch mehr Zeit für den einzelnen Patienten.

## Standpunkte
Zu Beginn des Projekts war die maoistische Ideologie die wichtigste Triebfeder. Die beiden Grundgedanken „revolutionäre Intellektuelle haben die Aufgabe, dem Volk aus ganzem Herzen zu dienen“ und „wir müssen uns um die täglichen Lebensumstände des Volkes kümmern, um es für die höheren Aufgaben der Revolution zu gewinnen“ waren die Motivation. Alle im Gesundheitswesen Beschäftigten waren demnach aufgerufen, mit dieser Haltung der Medizin am Aufbau einer  sozialistischen Gesellschaft mitzuwirken.
Nach einer Weile gingen sie auf die Suche nach politischen Lösungen für die medizinischen Mängel, die ihnen auffielen. Sie machten auch eine weite Kluft des Klassenunterschieds zwischen den Ärzten und ihren Patienten aus. Viele Ärzte sähen demnach ihre Patienten vor allem als Verbraucher von Arzneimitteln und Behandlungen. In dieser Hinsicht beschuldigten sie den Orde van Geneesheren (Standesorganisation der Ärzte), dem Beruf des Arztes einen sozialen Mehrwert geben zu wollen, darüber hinaus meinen sie, Medizin („Heilhunde“) sei mehr als nur heilen.
Die Medizin soll sich ihrer Auffassung nach auch mit den Umständen auseinandersetzen, die zur Krankheit führen, wie schlechte Wohnumstände, Leistungsdruck in der Fabrik, Konsumzwang und Ausbeutung der Dritten Welt. GVHV will dazu zusammen mit der PVDA ein Gegengewicht bilden. So sind sie mit ihrer Partnerorganisation Geneeskunde voor de Derde Wereld (G3W – Medizin für die Dritte Welt) in Entwicklungsländern aktiv.
Ende der 1990er Jahre wurde das explizit maoistische Gedankengut aufgegeben. Die PVDA solidarisierte sich mit den streikenden Arbeitern u. a. bei Cockerill Yards und ließ das radikale Gedankengut etwas außen vor, um sich den Arbeitern gegenüber offener darstellen zu können. Peter Mertens erklärte 2008, dass die PVDA sich heute als marxistisch bezeichne und nicht länger als maoistisch, leninistisch oder mit anderen Ismen. Sie wolle vor allem Kampfbewegungen ins Leben rufen (wie die Kiwi-Bewegung, Grippe-Impfungskampagne etc.), um ihre Aktionsziele umsetzen und Druck dafür ausüben zu können.

### Kampfziele
Die Organisation hat dessen Zweck wie folgt zusammengefasst:
1. Kostenlose Gesundheitsversorgung von hoher Qualität für jeden, in Verbindung mit einem nationalen (nicht von Sprachgemeinschaften abhängigen) und starken System der sozialen Sicherheit.
2. Abschaffung der „Leistungsmedizin“ mit leistungsabhängiger Vergütung. Einführung eines festen Monatsgehalts für das medizinische Personal, einschließlich Doktoren, Spezialisten und Apothekern.
3. Einrichtung eines nationalen Gesundheitsdienstes mit Vertretung von Patienten und einer transparenten Beschlussfassung.
4. Erhaltung aller öffentlichen Krankenhäuser.
5. Allgemeine Zugänglichkeit aller Krankenhäuser.
6. Eine Arzneimittelpolitik, die auf der Grundlage einer öffentlichen Ausschreibung von jedem Medikament das beste Produkt zum niedrigsten Preis auswählt und dem Patienten kostenfrei überlässt.
7. Vorrang einer sehr umfassend verstandenen Prävention: Eine gute soziale Sicherheit, eine gesunde Umwelt, ein besserer Arbeitsschutz und eine gute Unterkunft.
8. Abschaffung der Ärztekammer zugunsten einer Ethikkommission.

## GvhV und die ärztliche Standesorganisation
Seit ihrer Gründung kommt es zu Konflikten zwischen der GvhV und der Ärztekammer. Die Mitgliedschaft von GvhV-Gründer Kris Merckx wurde zweimal ausgesetzt, einmal wurde er kurzzeitig inhaftiert. Die Kammer wirft ihm unfaire Konkurrenz und mangelnde Kollegialität vor. GvhV wiederum behauptet, die Ärztekammer mache sich unlauterer Geschäfte schuldig, arbeite undemokratisch, sei auf Kosten der Patienten nur auf Gewinn aus und wolle dem Beruf des Arztes einen sozialen Mehrwert geben.

## Aktionen
Die Organisation setzt sich neben kostenloser Medizin auch für Frieden, soziale Probleme und Missstände in Belgien ein.

### Kiwi-Modell
Zusammen mit der Arbeiterpartei setzt sich die Organisation für das Kiwi-Modell von Dirk van Duppen als Alternative zu den heutigen hohen Arzneimittelpreisen ein. In diesem Zusammenhang fuhren GvhV und Mitglieder der Christlichen Arbeitnehmervereinigung (KWB) zusammen mit 300 chronischen Schmerzpatienten 2007 in den niederländischen Grenzort Hulst, um dort billige Schmerzmittel zu kaufen. In den Niederlanden kosten Schmerzmittel nur ein Zehntel dessen, was sie in Belgien kosten. Hintergrund dafür ist, dass die Apotheken ihre Produkte für alle Filialen gemeinschaftlich einkaufen und so die Konkurrenz zwischen den Pharmaunternehmen nutzen können, um niedrigere Preise auszuhandeln. Das Kiwi-Modell hat sein Vorbild in Neuseeland. Danach will die Organisation erreichen, dass Arzneimittel in öffentlichen Ausschreibungen von den Apotheken angekauft werden. Mit dieser Methode sollen Patienten mit niedrigen Einkommen, die regelmäßig teure Medikamente brauchen, entlastet werden.

### Grippekampagne
Eine andere Initiative ist die Kampagne „Grippe ist keine Grippe“. Sie soll die Impfquote gegen Grippe unter Rentnern erhöhen, um so unnötige Krankenhauseinweisungen und Todesfälle zu vermeiden. Abgeordnete der Arbeiterpartei setzen sich in ihren Gemeinderäten für kostenlose Schutzimpfungen ein oder zumindest dafür, dass Angehörige von Risikogruppen schriftlich zur Impfung aufgerufen werden.

### FestivalManiFiesta
Seit 2010 organisiert die Organisation zusammen mit der Wochenzeitung Solidair das Festival ManiFiesta, Fest der Solidarität, das von 6000 (2010) bis 8000 Gästen (2012) besucht wird.